# Župnija Godovič
Župnija Godovič je rimskokatoliška teritorialna župnija dekanije Idrija - Cerkno v škofiji Koper.

## Sakralni objekti
| Slika                     | Cerkev                                 | Kraj/lokacija |  |
| ------------------------- | -------------------------------------- | ------------- |  |
| Klikni za spremembo slike | cerkev svetega Urbana župnijska cerkev | Godovič       |  |

Od 1. januarja 2018:
| Slika                     | Cerkev                           | Kraj/lokacija |
| ------------------------- | -------------------------------- | ------------- |
| Klikni za spremembo slike | cerkev svetega Urha podružnica   | Zavratec      |
| Klikni za spremembo slike | cerkev svete Katarine podružnica | Medvedje Brdo |

## Zgodovina
Leta 1724 se omenja vikariat v Godoviču.
Z odlokom Škofijskega ordinariata Koper z dne 11. decembra 2017, št. 1108/17, se je razširila župnija
Godovič z bivšo župnijo Zavratec. Odlok je začel veljati 1. januarja 2018.
Dne 4. avgusta 2024 je župnijo  v upravo prevzel Rafko Klemenčič.